# Ramulus caii
Ramulus caii är en insektsart som först beskrevs av Brock och Francis Seow-Choen 2000.  Ramulus caii ingår i släktet Ramulus och familjen Phasmatidae. Inga underarter finns listade i Catalogue of Life.